# Ali Daya
Abul-Hasan Ali ibn Ubaydallah Sadiq (en persa: ابوالحسن علی بن عبیدالله صادق), comúnmente conocido como Ali Daya (علی دایا), fue un comandante tayiko que sirvió a las órdenes de los primeros gobernantes gaznávidas, entre ellos, Masud I de Gazni (r. 1030-1040), pero luego cayó en desgracia y fue ejecutado.

## Biografía
Ali Daya es mencionado por primera vez en 1030, cuando murió el sultán Mahmud y fue sucedido por su hijo Muhammad. Sin embargo, la mayoría de las tropas gaznávidas, incluyendo las de Ali Daya, volvieron a amotinarse contra Muhammad y se unieron al hermano de este último, Masud I, más experimentado, que estaba en Nishapur. Masud finalmente obtuvo la victoria y Ali Daya fue recompensado por el visir de Masud, Ahmad Maymandi, como comandante en jefe (sipahsalar) del ejército gaznávida en Jorasán, sucediendo así al deshonrado general turco Astightigin. Enseguida, Ali Daya fue enviado con un ejército de 4.000 soldados contra los turcos selyúcidas. En 1035, su camarada Begtoghdi lo sucedió como comandante en jefe de Jorasán.
En 1040, Ali Daya luchó en la batalla de Dandanaqan, donde los gaznávidas sufrieron una derrota estrepitosa. Masud, que culpó a Ali Daya y a sus camaradas por la desastrosa derrota, los hizo encarcelar y luego ejecutar en India. El poeta persa Manuchehri compuso una oda para Ali Daya.